# Aplysina insularis
Aplysina insularis är en svampdjursart som först beskrevs av Duchassaing och Giovanni Michelotti 1864.  Aplysina insularis ingår i släktet Aplysina och familjen Aplysinidae. Inga underarter finns listade i Catalogue of Life.